# Az Azerbaijan Airlines úticéljai
Az Azerbaijan Airlines azeri légitársaság a következő repülőterekre repül (2017 januári adatok). A listában nem szerepelnek olyan városok, ahová kizárólag az Azerbaijan Airlinesszal kapcsolatban álló regionális légitársaságok repülnek.

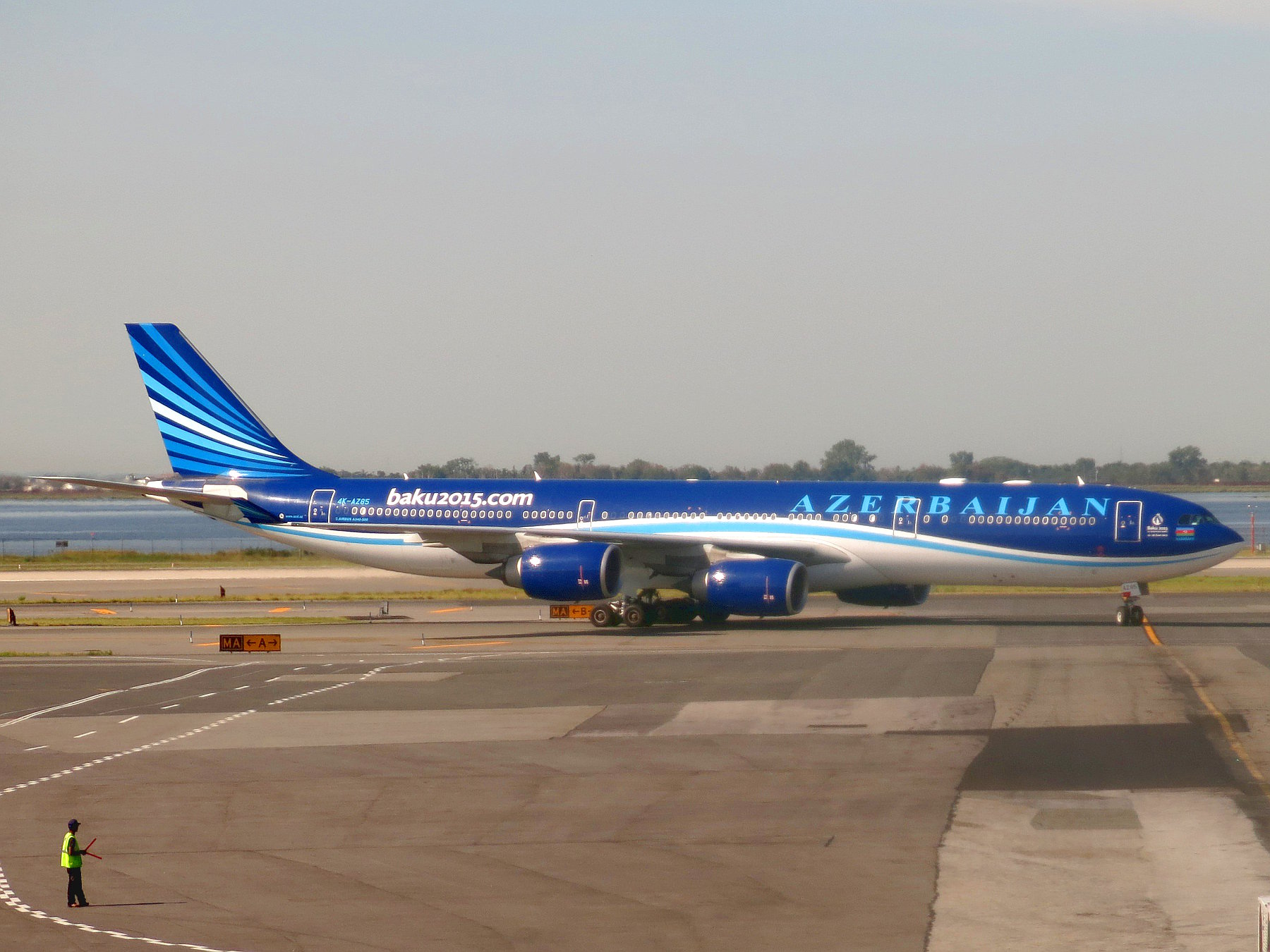
AZAL Azerbaijan Airlines Airbus A340-542 4K-AZ85 (Baku2015)

|  | Bázis      |
|  | Tervezett  |
|  | Szezonális |
|  | Megszűnt   |

## Fordítás
- Ez a szócikk részben vagy egészben  az   Azerbaijan Airlines destinations című angol Wikipédia-szócikk ezen változatának fordításán alapul.  Az eredeti cikk szerkesztőit annak laptörténete sorolja fel. Ez a jelzés csupán a megfogalmazás eredetét és a szerzői jogokat jelzi, nem szolgál a cikkben szereplő információk forrásmegjelöléseként.